# Salmo 105

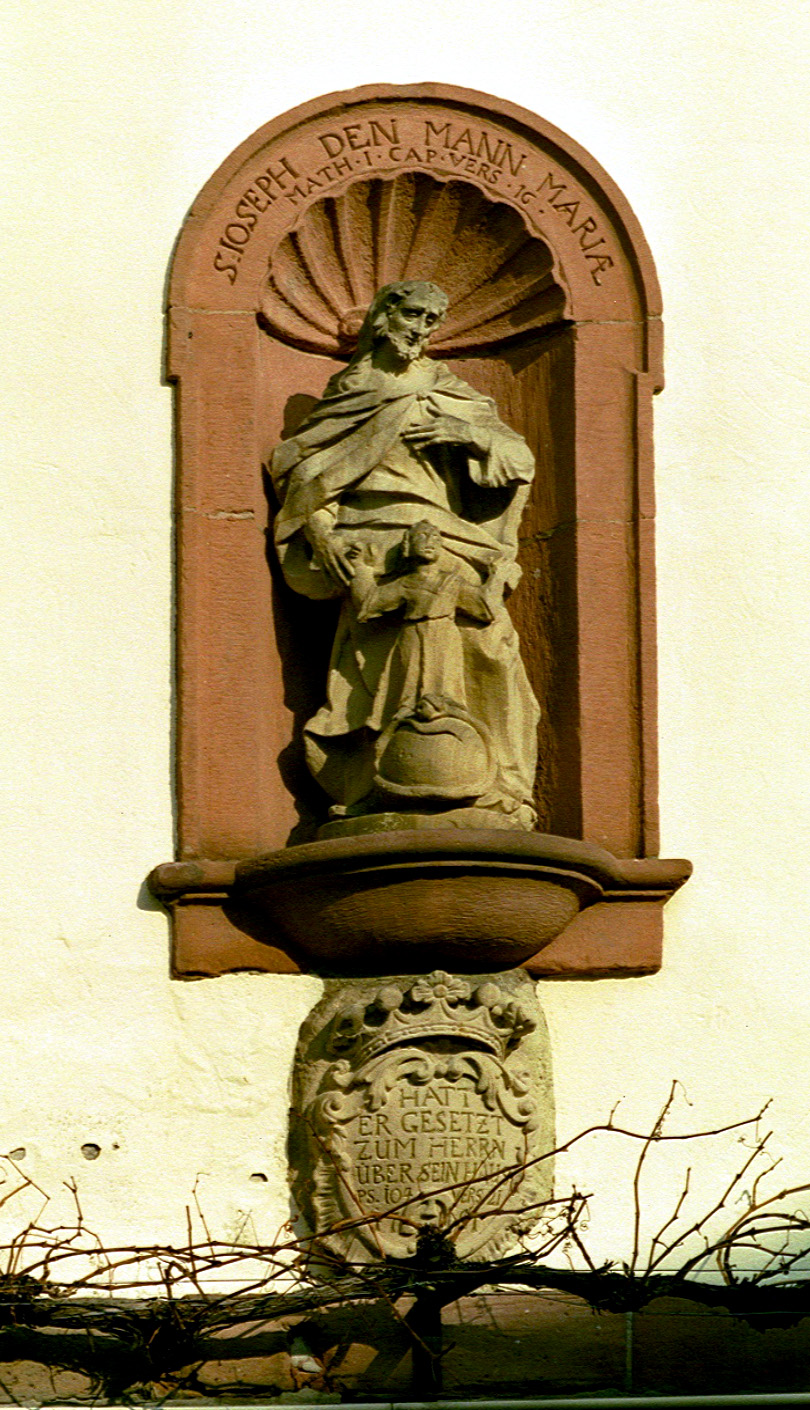
Versículo 3 citado con una estatua de José en Diedesfeld

El Salmo 105 es el salmo 105 del Libro de los Salmos, que comienza en inglés en la versión King James: «Dad gracias al Señor». En el sistema de numeración ligeramente diferente utilizado en la versión griega Septuaginta y en la versión latina Vulgata de la Biblia, este salmo es el Salmo 104. En latín, se conoce como «Confitemini Domino». Alexander Kirkpatrick observa que los Salmos 105 y 106, los dos salmos históricos que terminan el Libro 4 de los salmos hebreos, están estrechamente relacionados. El Salmo 105 da gracias por la fidelidad de Dios al pacto que hizo con Abraham; el Salmo 106 es un salmo de penitencia, que recita la historia de la infidelidad y desobediencia de Israel.
El Salmo 105 se utiliza habitualmente en las liturgias judía, ortodoxa oriental, católica, luterana, anglicana y otras liturgias protestantes. Se ha puesto música a este salmo, incluyendo obras de John Dowland, Heinrich Schütz, Philip Glass y William Lovelady.
El Salmo 105 y el Salmo 106, ambos salmos históricos largos, delinean narrativas contrastantes dentro del espectro temático de la fidelidad divina y la infidelidad humana. El Salmo 105 sirve como crónica de la inquebrantable fidelidad de Dios, mientras que el Salmo 106, que concluye el Libro 4 de los Salmos, presenta un relato histórico marcado por la infidelidad del pueblo de Dios. Cabe destacar el discernimiento de O. Palmer Robertson de que ambos Salmos se inspiran en secciones dispares de 1 Crónicas 16.  Una característica distintiva del Libro 4 es la marcada prevalencia de referencias a Crónicas. 

## Texto
La siguiente tabla muestra el texto en hebreo del Salmo con vocales, junto con el texto en griego koiné de la Septuaginta y la traducción al español de la Biblia del Rey Jacobo. Tenga en cuenta que el significado puede diferir ligeramente entre estas versiones, ya que la Septuaginta y el texto masorético provienen de tradiciones textuales diferentes. En la Septuaginta, este salmo está numerado como Salmo 104.
| #  | Hebreo                                      | Español                                                                                  | Griego |
| -- | ------------------------------------------- | ---------------------------------------------------------------------------------------- | --- |
| 1  | הוֹד֣וּ לַ֭יהֹוָה קִרְא֣וּ בִשְׁמ֑וֹ הוֹדִ֥יעוּ בָ֝עַמִּ֗ים עֲלִילוֹתָֽיו׃ | Dad gracias al Señor; invocad su nombre; dad a conocer entre los pueblos sus hazañas.    | ᾿Αλληλούϊα. - EXOMOLOGÉSTHE tō Kyriō kai epikaleisthe tō omatō, apangeilate en tois ethnēs tās ergās autōs· |
| 2  | שִֽׁירוּ־ל֭וֹ זַמְּרוּ־ל֑וֹ שִׂ֝֗יחוּ בְּכׇל־נִפְלְאוֹתָֽיו׃          | Cantadle, cantadle salmos; hablad de todas sus maravillas.                               | ᾄσατε αὐτῷ καὶ ψάλατε αὐτῷ, διηγήσασθε πάντα τὰ θαυμάσια αὐτοῦ.                                             |
| 3  | הִֽ֭תְהַלְלוּ בְּשֵׁ֣ם קׇדְשׁ֑וֹ יִ֝שְׂמַ֗ח לֵ֤ב ׀ מְבַקְשֵׁ֬י יְהֹוָֽה׃       | Glorificad en su santo nombre; alégrense los corazones de los que buscan al Señor.       | ἐπαινεῖσθε ἐν τῷ ὀνόματι τῷ ἁγίῳ αὐτοῦ. εὐφρανθήτω καρδία ζητούντων τὸν Κύριον·                             |
| 4  | דִּרְשׁ֣וּ יְהֹוָ֣ה וְעֻזּ֑וֹ בַּקְּשׁ֖וּ פָנָ֣יו תָּמִֽיד׃              | Buscad al Señor y su fuerza; buscad siempre su rostro.                                   | ζητήσατε τὸν Κύριον καὶ κραταιώθητε, ζητήσατε τὸ πρόσωπον αὐτοῦ διαπαντός.                                  |
| 5  | זִכְר֗וּ נִפְלְאוֹתָ֥יו אֲשֶׁר־עָשָׂ֑ה מֹ֝פְתָ֗יו וּמִשְׁפְּטֵי־פִֽיו׃     | Recordad sus maravillas que ha hecho, sus prodigios y los juicios de su boca.            | μνήσθητε τῶν θαυμασίων αὐτοῦ, ὧν ἐποίησε, τὰ τέρατα αὐτοῦ καὶ τὰ κρίματα τοῦ στόματος αὐτοῦ,                |
| 6  | זֶ֭רַע אַבְרָהָ֣ם עַבְדּ֑וֹ בְּנֵ֖י יַעֲקֹ֣ב בְּחִירָֽיו׃             | Oh, simiente de Abraham, su siervo, hijos de Jacob, sus escogidos.                       | σπέρμα ῾Αβραὰμ δοῦλοι αὐτοῦ, υἱοὶ ᾿Ιακὼβ ἐκλεκτοὶ αὐτοῦ.                                                    |
| 7  | ה֭וּא יְהֹוָ֣ה אֱלֹהֵ֑ינוּ בְּכׇל־הָ֝אָ֗רֶץ מִשְׁפָּטָֽיו׃            | Él es el Señor nuestro Dios: sus juicios están en toda la tierra.                        | αὐτὸς Κύριος ὁ Θεὸς ἡμῶν, ἐν πάσῃ τῇ γῇ τὰ κρίματα αὐτοῦ.                                                   |
| 8  | זָכַ֣ר לְעוֹלָ֣ם בְּרִית֑וֹ דָּבָ֥ר צִ֝וָּ֗ה לְאֶ֣לֶף דּֽוֹר׃           | Él ha recordado su pacto para siempre, la palabra que mandó a mil generaciones.          | ἐμνήσθη εἰς τὸν αἰῶνα διαθήκης αὐτοῦ, λόγου, οὗ ἐνετείλατο εἰς χιλίας γενεάς,                               |
| 9  | אֲשֶׁ֣ר כָּ֭רַת אֶת־אַבְרָהָ֑ם וּשְׁב֖וּעָת֣וֹ לְיִשְׂחָֽק׃             | El pacto que hizo con Abraham y su juramento a Isaac;                                    | ὃν διέθετο τῷ ῾Αβραάμ, καὶ τοῦ ὅρκου αὐτοῦ τῷ ᾿Ισαὰκ                                                        |
| 10 | וַיַּעֲמִידֶ֣הָ לְיַעֲקֹ֣ב לְחֹ֑ק לְ֝יִשְׂרָאֵ֗ל בְּרִ֣ית עוֹלָֽם׃         | Y lo confirmó a Jacob como ley, y a Israel como pacto eterno:                            | καὶ ἔστησεν αὐτὸν τῷ ᾿Ιακὼβ εἰς πρόσταγμα καὶ τῷ ᾿Ισραὴλ εἰς διαθήκην αἰώνιον                               |
| 11 | לֵאמֹ֗ר לְךָ֗ אֶתֵּ֥ן אֶת־אֶֽרֶץ־כְּנָ֑עַן חֶ֝֗בֶל נַחֲלַתְכֶֽם׃         | Diciendo: «A ti te daré la tierra de Canaán, la porción de vuestra heredad:              | λέγων· σοὶ δώσω τὴν γῆν Χαναὰν σχοίνισμα κληρονομίας ὑμῶν.                                                  |
| 12 | בִּֽ֭הְיוֹתָם מְתֵ֣י מִסְפָּ֑ר כִּ֝מְעַ֗ט וְגָרִ֥ים בָּֽהּ׃              | Cuando eran pocos en número, muy pocos, y extranjeros en ella.                           | ἐν τῷ εἶναι αὐτοὺς ἀριθμῷ βραχεῖς, ὀλιγοστοὺς καὶ παροίκους ἐν αὐτῇ                                         |
| 13 | וַ֭יִּֽתְהַלְּכוּ מִגּ֣וֹי אֶל־גּ֑וֹי מִ֝מַּמְלָכָ֗ה אֶל־עַ֥ם אַחֵֽר׃       | Cuando pasaban de una nación a otra, de un reino a otro pueblo;                          | καὶ διῆλθον ἐξ ἔθνους εἰς ἔθνος, καὶ ἐκ βασιλείας εἰς λαὸν ἕτερον.                                          |
| 14 | לֹא־הִנִּ֣יחַ אָדָ֣ם לְעׇשְׁקָ֑ם וַיּ֖וֹכַח עֲלֵיהֶ֣ם מְלָכִֽים׃        | No permitió que nadie les hiciera daño; más aún, reprendió a los reyes por ellos.        | οὐκ ἀφῆκεν ἄνθρωπον ἀδικῆσαι αὐτοὺς καὶ ἤλεγξεν ὑπὲρ αὐτῶν βασιλεῖς·                                        |
| 15 | אַֽל־תִּגְּע֥וּ בִמְשִׁיחָ֑י וְ֝לִנְבִיאַ֗י אַל־תָּרֵֽעוּ׃             | Diciendo: No toquéis a mis ungidos, ni hagáis daño a mis profetas.                       | μὴ ἅπτεσθε τῶν χριστῶν μου καὶ ἐν τοῖς προφήταις μου μὴ πονηρεύεσθε.                                        |
| 16 | וַיִּקְרָ֣א רָ֭עָב עַל־הָאָ֑רֶץ כׇּֽל־מַטֵּה־לֶ֥חֶם שָׁבָֽר׃           | Además, provocó hambre en la tierra y destruyó todo el sustento del pueblo.              | καὶ ἐκάλεσε λιμὸν ἐπὶ τὴν γῆν, πᾶν στήριγμα ἄρτου συνέτριψεν·                                               |
| 17 | שָׁלַ֣ח לִפְנֵיהֶ֣ם אִ֑ישׁ לְ֝עֶ֗בֶד נִמְכַּ֥ר יוֹסֵֽף׃              | Envió delante de ellos a un hombre, a José, que fue vendido como siervo.                 | ἀπέστειλεν ἔμπροσθεν αὐτῶν ἄνθρωπον, εἰς δοῦλον ἐπράθη ᾿Ιωσήφ.                                              |
| 18 | עִנּ֣וּ בַכֶּ֣בֶל (רגליו) [רַגְל֑וֹ] בַּ֝רְזֶ֗ל בָּ֣אָה נַפְשֽׁוֹ׃      | A quienes hirieron los pies con grilletes; fue puesto en cadenas de hierro.              | ἐταπείνωσαν ἐν πέδαις τοὺς πόδας αὐτοῦ, σίδηρον διῆλθεν ἡ ψυχὴ αὐτοῦ                                        |
| 19 | עַד־עֵ֥ת בֹּא־דְבָר֑וֹ אִמְרַ֖ת יְהֹוָ֣ה צְרָפָֽתְהוּ׃             | Hasta que llegó el momento de su palabra: la palabra del Señor lo probó.                 | μέχρι τοῦ ἐλθεῖν τὸν λόγον αὐτοῦ, τὸ λόγιον τοῦ Κυρίου ἐπύρωσεν αὐτόν.                                      |
| 20 | שָׁ֣לַח מֶ֭לֶךְ וַיַּתִּירֵ֑הוּ מֹשֵׁ֥ל עַ֝מִּ֗ים וַֽיְפַתְּחֵֽהוּ׃           | El rey envió y lo soltó; incluso el gobernante del pueblo, y lo dejó libre.              | ἀπέστειλε βασιλεὺς καὶ ἔλυσεν αὐτόν, ἄρχων λαοῦ, καὶ ἀφῆκεν αὐτόν.                                          |
| 21 | שָׂמ֣וֹ אָד֣וֹן לְבֵית֑וֹ וּ֝מֹשֵׁ֗ל בְּכׇל־קִנְיָנֽוֹ׃              | Lo hizo señor de su casa y gobernante de todos sus bienes:                               | κατέστησεν αὐτὸν κύριον τοῦ οἴκου αὐτοῦ καὶ ἄρχοντα πάσης τῆς κτήσεως αὐτοῦ                                 |
| 22 | לֶאְסֹ֣ר שָׂרָ֣יו בְּנַפְשׁ֑וֹ וּזְקֵנָ֥יו יְחַכֵּֽם׃                | Para atar a sus príncipes a su antojo; y enseñar sabiduría a sus senadores.              | τοῦ παιδεῦσαι τοὺς ἄρχοντας αὐτοῦ ὡς ἑαυτὸν καὶ τοὺς πρεσβυτέρους αὐτοῦ σοφίσαι.                            |
| 23 | וַיָּבֹ֣א יִשְׂרָאֵ֣ל מִצְרָ֑יִם וְ֝יַעֲקֹ֗ב גָּ֣ר בְּאֶֽרֶץ־חָֽם׃          | Israel también llegó a Egipto, y Jacob residió en la tierra de Ham.                      | καὶ εἰσῆλθεν ᾿Ισραὴλ εἰς Αἴγυπτον, καὶ ᾿Ιακὼβ παρῴκησεν ἐν γῇ Χάμ.                                          |
| 24 | וַיֶּ֣פֶר אֶת־עַמּ֣וֹ מְאֹ֑ד וַ֝יַּעֲצִמֵ֗הוּ מִצָּרָֽיו׃              | Y aumentó mucho a su pueblo, y lo hizo más fuerte que sus enemigos.                      | καὶ ηὔξησε τὸν λαὸν αὐτοῦ σφόδρα καὶ ἐκραταίωσεν αὐτὸν ὑπὲρ τοὺς ἐχθροὺς αὐτοῦ.                             |
| 25 | הָפַ֣ךְ לִ֭בָּם לִשְׂנֹ֣א עַמּ֑וֹ לְ֝הִתְנַכֵּ֗ל בַּעֲבָדָֽיו׃             | Él volvió su corazón para odiar a su pueblo, para tratar con astucia a sus siervos.      | μετέστρεψε τὴν καρδίαν αὐτοῦ τοῦ μισῆσαι τὸν λαὸν αὐτοῦ, τοῦ δολιοῦσθαι ἐν τοῖς δούλοις αὐτοῦ.              |
| 26 | שָׁ֭לַח מֹשֶׁ֣ה עַבְדּ֑וֹ אַ֝הֲרֹ֗ן אֲשֶׁ֣ר בָּחַר־בּֽוֹ׃               | Envió a Moisés, su siervo, y a Aarón, a quien había escogido.                            | ἐξαπέστειλε Μωϋσῆν τὸν δοῦλον αὐτοῦ, ᾿Ααρών, ὃν ἐξελέξατο ἑαυτῷ.                                            |
| 27 | שָֽׂמוּ־בָ֭ם דִּבְרֵ֣י אֹתוֹתָ֑יו וּ֝מֹפְתִ֗ים בְּאֶ֣רֶץ חָֽם׃          | Mostraron sus señales entre ellos, y prodigios en la tierra de Ham.                      | ἔθετο ἐν αὐτοῖς τοὺς λόγους τῶν σημείων αὐτοῦ καὶ τῶν τεράτων αὐτοῦ ἐν γῇ Χάμ.                              |
| 28 | שָׁ֣לַֽח חֹ֭שֶׁךְ וַיַּחְשִׁ֑ךְ וְלֹֽא־מָ֝ר֗וּ אֶת־[דְּבָרֽוֹ] (דבריו)׃    | Envió tinieblas y oscureció, y no se rebelaron contra su palabra.                        | ἐξαπέστειλε σκότος καὶ ἐσκότασεν, ὅτι παρεπίκραναν τοὺς λόγους αὐτοῦ·                                       |
| 29 | הָפַ֣ךְ אֶת־מֵימֵיהֶ֣ם לְדָ֑ם וַ֝יָּ֗מֶת אֶת־דְּגָתָֽם׃             | He turned their waters into blood, and slew their fish.                                  | μετέστρεψε τὰ ὕδατα αὐτῶν εἰς αἷμα, καὶ ἀπέκτεινε τοὺς ἰχθύας αὐτῶν.                                        |
| 30 | שָׁרַ֣ץ אַרְצָ֣ם צְפַרְדְּעִ֑ים בְּ֝חַדְרֵ֗י מַלְכֵיהֶֽם׃              | Su tierra produjo ranas en abundancia, en las cámaras de sus reyes.                      | ἐξῆρψεν ἡ γῆ αὐτῶν βατράχους ἐν τοῖς ταμιείοις τῶν βασιλέων αὐτῶν.                                          |
| 31 | אָ֭מַר וַיָּבֹ֣א עָרֹ֑ב כִּ֝נִּ֗ים בְּכׇל־גְּבוּלָֽם׃                | Él habló, y vinieron moscas de toda clase y piojos en todos sus límites.                 | εἶπε, καὶ ἦλθε κυνόμυια καὶ σκνῖπες ἐν πᾶσι τοῖς ὁρίοις αὐτῶν.                                              |
| 32 | נָתַ֣ן גִּשְׁמֵיהֶ֣ם בָּרָ֑ד אֵ֖שׁ לֶהָב֣וֹת בְּאַרְצָֽם׃              | Les dio granizo por lluvia, y fuego ardiente en su tierra.                               | ἔθετο τὰς βροχὰς αὐτῶν χάλαζαν, πῦρ καταφλέγον ἐν τῇ γῇ αὐτῶν,                                              |
| 33 | וַיַּ֣ךְ גַּ֭פְנָם וּתְאֵנָתָ֑ם וַ֝יְשַׁבֵּ֗ר עֵ֣ץ גְּבוּלָֽם׃             | Golpeó también sus viñas y sus higueras, y quebró los árboles de sus linderos.           | καὶ ἐπάταξε τὰς ἀμπέλους αὐτῶν καὶ τὰς συκᾶς αὐτῶν καὶ συνέτριψε πᾶν ξύλον ὁρίου αὐτῶν.                     |
| 34 | אָ֭מַר וַיָּבֹ֣א אַרְבֶּ֑ה וְ֝יֶ֗לֶק וְאֵ֣ין מִסְפָּֽר׃               | Él habló, y vinieron langostas y orugas, sin número.                                     | εἶπε καὶ ἦλθεν ἀκρίς, καὶ βροῦχος, οὗ οὐκ ἦν ἀριθμός,                                                       |
| 35 | וַיֹּ֣אכַל כׇּל־עֵ֣שֶׂב בְּאַרְצָ֑ם וַ֝יֹּ֗אכַל פְּרִ֣י אַדְמָתָֽם׃         | Y comieron todas las hierbas de su tierra, y devoraron el fruto de su tierra.            | grc\|καὶ κατέφαγε πάντα τὸν χόρτον ἐν τῇ γῇ αὐτῶν, καὶ κατέφαγε τὸν καρπὸν τῆς γῆς αὐτῶν.}\|                |
| 36 | וַיַּ֣ךְ כׇּל־בְּכ֣וֹר בְּאַרְצָ֑ם רֵ֝אשִׁ֗ית לְכׇל־אוֹנָֽם׃           | Y hirió también a todos los primogénitos en su tierra, a los primeros de toda su fuerza. | καὶ ἐπάταξε πᾶν πρωτότοκον ἐν τῇ γῇ αὐτῶν, ἀπαρχὴν παντὸς πόνου αὐτῶν.                                      |
| 37 | וַֽ֭יּוֹצִיאֵם בְּכֶ֣סֶף וְזָהָ֑ב וְאֵ֖ין בִּשְׁבָטָ֣יו כּוֹשֵֽׁל׃         | Los sacó con plata y oro, y no había ni uno débil entre sus tribus.                      | καὶ ἐξήγαγεν αὐτοὺς ἐν ἀργυρίῳ καὶ χρυσίῳ, καὶ οὐκ ἦν ἐν ταῖς φυλαῖς αὐτῶν ὁ ἀσθενῶν.                       |
| 38 | שָׂמַ֣ח מִצְרַ֣יִם בְּצֵאתָ֑ם כִּֽי־נָפַ֖ל פַּחְדָּ֣ם עֲלֵיהֶֽם׃          | Egipto se alegró cuando partieron, porque el temor que les tenían cayó sobre ellos.      | εὐφράνθη Αἴγυπτος ἐν τῇ ἐξόδῳ αὐτῶν, ὅτι ἐπέπεσεν ὁ φόβος αὐτῶν ἐπ᾿ αὐτούς.                                 |
| 39 | פָּרַ֣שׂ עָנָ֣ן לְמָסָ֑ךְ וְ֝אֵ֗שׁ לְהָאִ֥יר לָֽיְלָה׃                | Extendió una nube como cobertura, y fuego para alumbrar la noche.                        | διεπέτασε νεφέλην εἰς σκέπην αὐτοῖς καὶ πῦρ τοῦ φωτίσαι αὐτοῖς τὴν νύκτα.                                   |
| 40 | שָׁ֭אַל וַיָּבֵ֣א שְׂלָ֑ו וְלֶ֥חֶם שָׁ֝מַ֗יִם יַשְׂבִּיעֵֽם׃              | El pueblo pidió, y él trajo codornices y los sació con el pan del cielo.                 | ᾔτησαν, καὶ ἦλθεν ὀρτυγομήτρα, καὶ ἄρτον οὐρανοῦ ἐνέπλησεν αὐτούς·                                          |
| 41 | פָּ֣תַח צ֭וּר וַיָּז֣וּבוּ מָ֑יִם הָ֝לְכ֗וּ בַּצִּיּ֥וֹת נָהָֽר׃          | Abrió la roca, y brotaron las aguas; corrieron por los lugares secos como un río.        | διέρρηξε πέτραν, καὶ ἐρρύησαν ὕδατα, ἐπορεύθησαν ἐν ἀνύδροις ποταμοί.                                       |
| 42 | כִּֽי־זָ֭כַר אֶת־דְּבַ֣ר קׇדְשׁ֑וֹ אֶֽת־אַבְרָהָ֥ם עַבְדּֽוֹ׃           | Porque se acordó de su santa promesa y de Abraham, su siervo.                            | ὅτι ἐμνήσθη τοῦ λόγου τοῦ ἁγίου αὐτοῦ τοῦ πρὸς ῾Αβραὰμ τὸν δοῦλον αὐτοῦ                                     |
| 43 | וַיּוֹצִ֣א עַמּ֣וֹ בְשָׂשׂ֑וֹן בְּ֝רִנָּ֗ה אֶת־בְּחִירָֽיו׃             | Y sacó a su pueblo con alegría, y a sus escogidos con regocijo:                          | καὶ ἐξήγαγε τὸν λαὸν αὐτοῦ ἐν ἀγαλλιάσει καὶ τοὺς ἐκλεκτοὺς αὐτοῦ ἐν εὐφροσύνῃ.                             |
| 44 | וַיִּתֵּ֣ן לָ֭הֶם אַרְצ֣וֹת גּוֹיִ֑ם וַעֲמַ֖ל לְאֻמִּ֣ים יִירָֽשׁוּ׃       | Y les dio las tierras de los paganos, y heredaron el trabajo de los pueblos.             | καὶ ἔδωκεν αὐτοῖς χώρας ἐθνῶν, καὶ πόνους λαῶν κατεκληρονόμησαν,                                            |
| 45 | בַּעֲב֤וּר ׀ יִשְׁמְר֣וּ חֻ֭קָּיו וְתוֹרֹתָ֥יו יִנְצֹ֗רוּ הַֽלְלוּ־יָֽהּ׃   | Para que observen sus estatutos y guarden sus leyes. Alabad al Señor.                    | ὅπως ἂν φυλάξωσι τὰ δικαιώματα αὐτοῦ, καὶ τὸν νόμον αὐτοῦ ἐκζητήσωσιν.                                      |

### Versión Reina-Valera
1. Dad gracias al Señor; invocad su nombre; haced saber sus obras entre los pueblos.
2. Cantadle, cantadle salmos; hablad de todas sus maravillas.
3. Glorificad en su santo nombre; alégrese el corazón de los que buscan al Señor.
4. Buscad al Señor y su poder; buscad su rostro en todo tiempo.
5. Recordad sus maravillas que ha hecho, sus prodigios y los juicios de su boca.
6. Oh vosotros, descendencia de Abraham su siervo, hijos de Jacob sus escogidos.
7. Él es el Señor nuestro Dios; sus juicios están en toda la tierra.
8. Se ha acordado para siempre de su pacto, de la palabra que mandó para mil generaciones.
9. El pacto que hizo con Abraham, y su juramento a Isaac;
10. Y confirmó lo mismo a Jacob como ley, y a Israel como pacto eterno:
11. Diciendo: A ti te daré la tierra de Canaán, la porción de vuestra herencia:
12. Cuando eran pocos en número; sí, muy pocos, y extraños en ella.
13. Cuando iban de una nación a otra, de un reino a otro pueblo;
14. No permitió que nadie los oprimiera; sí, reprendió a los reyes por ellos;
15. Diciendo: No toquéis a mis ungidos, ni hagáis daño a mis profetas.
16. Además, hizo venir el hambre sobre la tierra; quebrantó todo sustento de pan.
17. Envió un hombre delante de ellos, a José, que fue vendido como esclavo;
18. A quien lastimaron los pies con grillos; fue aprisionado con cadenas de hierro;
19. Hasta que llegó su palabra: la palabra del SEÑOR lo puso a prueba.
20. El rey envió y lo soltó; incluso el gobernante del pueblo, y lo dejó libre.
21. Lo hizo señor de su casa y gobernante de todos sus bienes:
22. Para atar a sus príncipes a su antojo; y enseñar sabiduría a sus senadores.
23. Israel también vino a Egipto; y Jacob peregrinó en la tierra de Cam.
24. Y aumentó mucho a su pueblo, y los hizo más fuertes que sus enemigos.
25. Volvió su corazón para odiar a su pueblo, para tratar con astucia a sus siervos.
26. Envió a Moisés su siervo, y a Aarón a quien había elegido.
27. Mostraron sus señales entre ellos, y maravillas en la tierra de Cam.
28. Envió tinieblas, y lo hizo oscuro; y no se rebelaron contra su palabra.
29. Él convirtió sus aguas en sangre y mató a sus peces.
30. Su tierra produjo ranas en abundancia, en las cámaras de sus reyes.
31. Él habló, y vinieron moscas de diversas clases y piojos en todas sus costas.
32. Les dio granizo en lugar de lluvia y fuego llameante en su tierra.
33. También golpeó sus vides y sus higueras, y quebró los árboles de sus costas.
34. Habló, y vinieron langostas y orugas, y eso sin número,
35. Y devoraron todas las hierbas de su tierra, y devoraron el fruto de su suelo.
36. También mató a todos los primogénitos de su tierra, a los jefes de toda su fuerza.
37. También los sacó con plata y oro; y no hubo un solo débil entre sus tribus.
38. Egipto se alegró cuando partieron, porque el temor de ellos cayó sobre ellos.
39. Extendió una nube como cubierta; y fuego para dar luz en la noche.
40. El pueblo pidió, y él trajo codornices, y los sació con el pan del cielo.
41. Abrió la roca, y brotaron las aguas; corrieron en los lugares secos como un río.
42. Porque se acordó de su santa promesa, y de Abraham su siervo.
43. Y sacó a su pueblo con alegría, y a sus elegidos con regocijo:
44. Y les dio las tierras de los paganos; y heredaron el trabajo del pueblo;
45. Para que observen sus estatutos y guarden sus leyes. Alabado sea el Señor.

## Comentarios

### De la Iglesia católica

#### A todo el salmo
El Salmo 105 celebra la fidelidad de Dios, esta vez no tanto por su poder creador como por su acción redentora en la historia de Israel. Si en el salmo anterior la creación manifestaba la gloria de Dios para siempre (cf. Salmo 104,31), aquí se destaca que también su Alianza permanece firme para siempre (Sal 105,8). El mismo Dios que gobierna la tierra y cuida de toda criatura (cf. Sal 104,27-32) entregó la tierra prometida a su pueblo (Sal 105,11) y colmó de gozo a los que eligió (Sal 105,43).
El salmo se abre con una exhortación a alabar y a recordar las maravillas de Dios (vv. 1-7), y luego desarrolla una narración histórica (vv. 8-45) donde se destaca cómo Dios ha sido fiel a su promesa hecha a Abrahán: desde los patriarcas errantes (vv. 12-15), pasando por la llegada a Egipto gracias a José (vv. 16-22), la opresión en ese país y la liberación por medio de Moisés (vv. 23-36), la protección en el desierto (vv. 37-41), hasta la posesión de Canaán (vv. 42-45). Esta historia no solo recuerda el pasado, sino que anuncia su cumplimiento pleno en Cristo. Las promesas hechas a Abrahán, aunque ya realizadas parcialmente con la liberación de Egipto y la entrega de la tierra, alcanzan su plenitud con la redención por medio de Jesús. En Él, Dios establece una nueva y eterna Alianza, haciendo de este salmo un canto que también resuena en la vida de la Iglesia.

#### A los versículos 1-22
Las invitaciones iniciales del Salmo 105 se dirigen al pueblo de Israel (v. 6), especialmente a quienes participaban en el culto del Templo (vv. 2-3). Según 1 Crónicas 16,8-22, los primeros quince versículos se usaban en una celebración litúrgica junto con partes de los Salmos 96 y 106. El versículo 3 invita a los fieles a alegrarse en el Señor: “Gloriaos en su santo nombre; alégrese el corazón de los que buscan al Señor”. Es un llamado a vivir con alegría confiada en Dios, como respuesta a su fidelidad y presencia constante.

Laetetur cor quaerentium Dominum —Alégrese el corazón de los que buscan al Señor. —Luz, para que investigues en los motivos de tu tristeza.

El versículo 7 del Salmo 105 es una afirmación de fe: Dios es el Señor de su pueblo y gobierna toda la tierra. Esta declaración se confirma con el relato que sigue, que recuerda cómo Dios ha actuado fielmente en la historia de Israel. Al igual que en Deuteronomio 26,3-10 o Josué 24,2-13, el pueblo expresa su fe recordando los hechos de Dios. Es posible que este salmo se usara en fiestas como Pentecostés, Pascua o Tabernáculos, que conmemoran la salida de Egipto. El salmo recuerda la promesa de Dios a Abrahán, Isaac y Jacob de darles la tierra. Esa promesa es firme y eterna. Por eso el pueblo alaba a Dios y mantiene viva su esperanza. Se resume la historia de los patriarcas, mostrando cómo Dios los protegió incluso siendo pocos y extranjeros.
En el versículo 15, Dios llama a los patriarcas “mis ungidos” y “mis profetas”, dándoles la misma dignidad que a reyes o enviados suyos. Cuando dice “quebró toda vara de pan” (v. 16), se refiere a una gran hambruna. La “vara” alude al utensilio para colgar o trillar el pan. Luego, el salmo menciona a José, enviado por Dios a Egipto antes que su familia (v. 17). Su historia se presenta como parte del plan divino, y su sufrimiento sirvió para cumplir la palabra del Señor.

#### A los versículos 37-45
Del tiempo en el desierto, el Salmo 105 destaca solo los beneficios que Dios concedió a su pueblo: los protegía del sol con una nube y les daba luz durante la noche con fuego (v. 39). También les proporcionó alimento —el maná, llamado “pan del cielo” (v. 40; cf. Sal 78,25)—, agua abundante y alivio en el camino (vv. 40-41). San Ambrosio, al referirse a este “pan del cielo”, lo interpreta como figura de la Eucaristía. Para él, así como el maná sustentó a Israel en el desierto, la Eucaristía alimenta al cristiano en su camino hacia la vida eterna. Dios no solo proveyó alimento material, sino que anticipó el don espiritual más grande en Cristo.

Es, ciertamente, admirable el hecho de que Dios hiciera llover el maná para los padres y los alimentase cada día con aquel manjar celestial, del que dice el salmo: El hombre comió pan de ángeles (Sal 78,25). Pero los que comieron aquel pan murieron todos en el desierto; en cambio, el alimento que tú recibes, este pan vivo que ha bajado del cielo, comunica el sostén de la vida eterna, y todo el que coma de él no morirá para siempre, porque es el cuerpo de Cristo. Considera, pues, ahora qué es más excelente, si aquel pan de ángeles o la carne de Cristo, que es el cuerpo de vida. Aquel maná caía del cielo, éste está por encima del cielo; aquél era del cielo, éste del Señor de los cielos; aquél se corrompía si se guardaba para el día siguiente, éste no sólo es ajeno a toda corrupción; sino que comunica la incorrupción a todos los que lo comen con reverencia. A ellos les manó agua de la roca, a ti sangre del mismo Cristo; a ellos el agua los sació momentáneamente, a ti la sangre que mana de Cristo te lava para siempre. Los judíos bebieron y volvieron a tener sed, pero tú, si bebes, ya no puedes volver a sentir sed, porque aquello era la sombra, esto la realidad. Si te admira aquello que no era más que una sombra, mucho más debe admirarte la realidad.

El salmo concluye afirmando que la promesa hecha a Abrahán se cumplió con la entrega de la tierra prometida (cf. vv. 8-11). Esa promesa era segura porque venía de un Dios santo y fiel —su “palabra santa” (v. 42). La tierra fue un regalo gratuito de Dios (v. 44), pero con un propósito: que el pueblo viviera según su ley y fuese santo (v. 45). La fidelidad constante de Dios demuestra que Él siempre cumple lo que promete.

...si el hombre puede olvidar o rechazar a Dios, Dios no cesa de llamar a todo hombre a buscarle para que viva y encuentre la dicha. Pero esta búsqueda exige del hombre todo el esfuerzo de su inteligencia, la rectitud de su voluntad, “un corazón recto”, y también el testimonio de otros que le enseñen a buscar a Dios.

### Pasajes bíblicos relacionados
Los pasajes bíblicos relacionados incluyen: Va'eira, Bo (parasha) y Beshalaj: Porciones de la Torá (parashot) que cuentan la historia del Éxodo; Salmo 78.
Hay dos ligeras diferencias entre la redacción de los versículos 1-15 y el pasaje paralelo en 1 Crónicas 16:
- Versículo 6: «Oh descendencia de su siervo Abraham, se lee «Oh descendencia de su siervo Israel» en 1 Crónicas 16:13.
- Versículo 8: «Él es consciente de su pacto para siempre» se lee «Recuerda su pacto para siempre» en 1 Crónicas 16:15.[17]

### Versículo 1
«¡Oh, dad gracias al Señor!»
«¡Invocad su nombre!»
«¡Dad a conocer sus obras entre los pueblos!»
La palabra «Ἁλληλουιά», «aleluya», precede a este versículo en la Septuaginta, donde ha sido transpuesta del versículo 35 del salmo anterior. 

## Usos

### Catolicismo
El rezo de este salmo en la Liturgia de las horas se reserva para los tiempos de Adviento, Navidad, Cuaresma, ya que manifiesta con especial claridad la historia de la salvación del antiguo Testamento, como anticipo de lo que se realiza en el nuevo.